# 이블린 앵커스

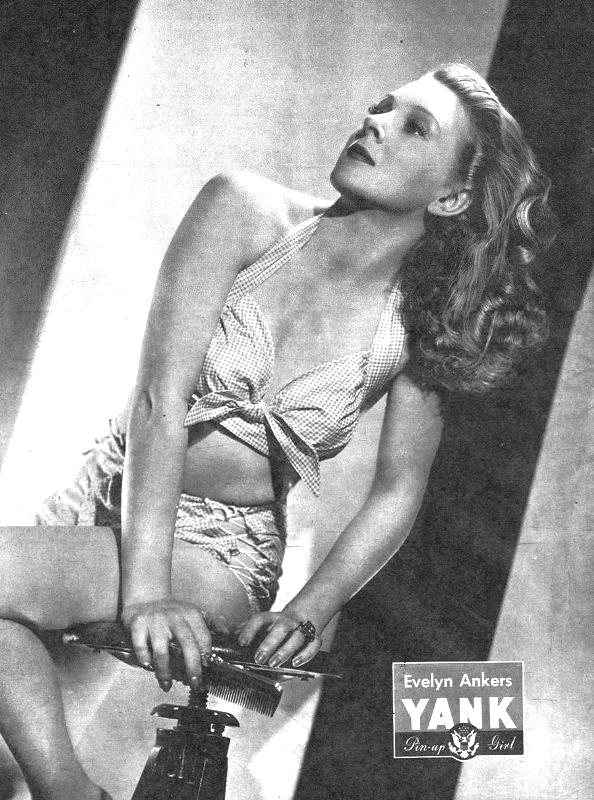

이블린 앵커스(Evelyn Ankers, 1918년 8월 17일 ~ 1985년 8월 29일)는 미국의 배우, 영화배우, 텔레비전 배우이다.
발파라이소에서 태어났으며 마우이섬에서 사망하였다. 사인은 난소암이다.

## 영화
- 타잔의 마천 (1949년)
- 블랙 뷰티 (1946년)
- 폴로우 더 보이즈 (1944년)
- 드라큐라의 아들 (1943년)
- 히스 버틀러스 시스터 (1943년)
- 허스 투 홀드 (1943년)
- 프랑켄슈타인의 유령 (1942년)
- 홀드 댓 고스트 (1941년)
- 울프 맨 (1941년)
- 영광의 결전 (1937년)